# 육각렌치

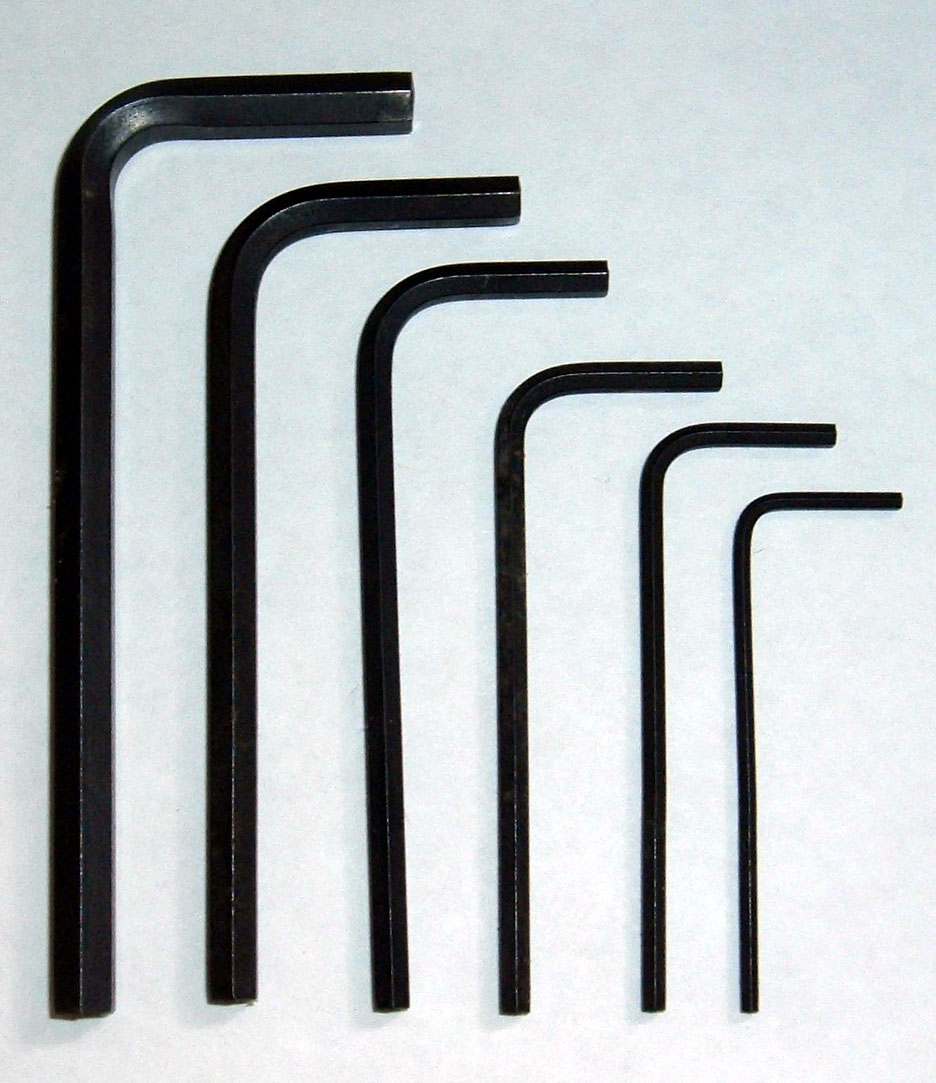
여러 종류의 육각렌치

육각렌치(영어: hex key)는 나사 머리와 하단부에 육각형 모양이 있는 도구로 자동차나 자전거 부품에 많이 사용된다. 육각형 볼트를 조이거나 푸는 용도로 쓰이며 이 도구는 강철(특수강) 재질 등으로 만들어져 견고하고 단단하며 여러 종류의 두께와 길이가 있다. 일반적으로 육각봉을 L자 모양으로 구부린 것이 많이 쓰이고 있지만, 드라이버 모양을 한 것도 있다. 육각렌치는 하트퍼드 (코네티컷주)(영어: Hartford)에 있는 앨런 제조 회사(영어: Allen Manufacturing Company)가 처음으로 설계하고 생산했기에 많은 나라에서 앨런 스크루(영어: Allen screw), 앨런 키(영어: Allen Key) 또는 앨런 렌치(영어: Allen Wrench)라고도 불린다.

## 같이 보기
- 수나사, 암나사
- 나사못
- 스크루드라이버
- 볼스크류